# الريحانية (عكار)
الريحانية هي قرية لبنانية من قرى قضاء عكار في محافظة الشمال. تقع في تجمع للقرى يسمى الدريب الأوسط. تبعد 22 كم عن طرطوس تقع في سفح دير مار الياس الريح، تقع على تل بسيط محاطة بالسهول الخصبة من كل الجوانب. تتبع بلدية الصفصافة. تشتهر بالزراعة وهي من منتجي الباذنجان الأحمر والكوسا والزيتون.سكانها من الروم الأرثوذكس والعلويين. فيها نسبة كبيرة من المتعلمين. حدثت فيها هجرات حديثة إلى الخليج العربي. من أشهر عائلاتها مخول، ملحم، مجبر، بحوي، معوض، حسامو، عيشة.
يمر بأراضيها نهر الأبرش الذي كان يستخدم في الري عن طريق ساقية كانت تسمى الساقية الأم يدخل فيها الماء من حاجز عرضي مقام على النهر يسمى البغلة، كان الأهالي يقومون بتنظيف الساقية مرة كل عام ويوزعون أدوار الري حسب المساحة المستغلة. مساحة القرية مع أراضيها 500 هكتار. في القرية كنيسة وجامع. كنيسة اسبريدون مقامة على أرض ملك آل مخول شيدت عام 1988.
تعداد السكان 2200 نسمة، فيها إعدادية وابتدائية باسم فهد محمود سليمان. في القرية نبع ماء قديم مشهور باسم عين الدلبة. تمتاز المنطقة بصيف حار نسبيا بسبب الرطوبة لقربها من البحر، وشتاء معتدل غزير الأمطار مع حدوث بعض موجات الصقيع.